# 大井行吉
大井 行吉（おおい ゆきよし）は、戦国時代の武将、信濃国岩尾城第5代城主。大井行頼の子。

## 略歴
信濃国守護代の大井氏の庶流・岩尾大井氏の出身。天文11年（1542年）岩尾城に生まれる。童名は小次郎。実名について、丸島和洋は天正10年（1582年）11月6日に高野山蓮華定院に書状を出している岩尾信景を同一人物と推測し、「信景」と比定している。
天文20年（1551年）父行頼が武田氏に出仕し（『高白斎記』）、行吉は武田氏のもとで育った。弘治2年（1556年）15歳で元服。次郎右衛門行吉と号した。
永禄元年（1558年）に川中島で初陣を迎えて以来、翌年の今川氏との薩陲峠合戦、興津合戦などに参加、永禄4年（1561年）第4次川中島の戦いでは父行頼と共に力戦した。元亀2年（1571年）遠江国乾城、翌年に上野国箕輪城の守備などに活躍した。
天正2年（1574年）武田勝頼の遠江国高天神城攻略に従軍した。翌年、勝頼が信長、家康と三河国長篠で戦った時、春日虎綱に属し海津城を守った。
天正10年（1582年）3月に織田信長により武田氏が天目山で滅亡すると、行吉は織田方の攻撃を避け笛吹峠に隠れた。同年6月、本能寺の変が起こり信長が死去し、織田方が京都に去ると、北条氏政は信濃、甲斐を配下に治めようと進出した。行吉は北条の家臣大道寺政繁によって氏政に降り、岩尾城に帰った。
天正10年（1582年）10月、信濃、甲斐に進出した北条氏直は徳川家康と和睦し、家康配下の依田信蕃が佐久郡の大井城他ほとんどの城を落としたが、行吉は依田信蕃に従うことを潔しとせず岩尾城に立て篭もった。
天正11年（1583年）2月20日、徳川軍監柴田康忠と依田信蕃軍が岩尾城に総攻撃をかけたが、行吉側は良くこれを防ぎ、依田信蕃と弟の信幸は自ら攻め込んだところを銃撃され討死した。同年3月3日、行吉は柴田康忠の説得により岩尾城を開城して明け渡し、自らは上野国松井田城主大道寺政繁の采地に赴き、保渡田村に幽居した。
天正12年（1584年）6月12日、保渡田村に卒す。行年43歳。